# 逯峰
逯峰（1972年1月—），男，河南洛阳人，中华人民共和国政治人物。中山大学计算数学博士，高级工程师。曾任汕尾市人民政府市长，现任中共汕尾市委书记。
　

## 生平
1993年毕业于河南师范大学数学专业。1993年7月至1996年8月任洛阳工业高等专科学校材料系讲师；1996年9月至2002年7月入读中山大学科学计算与计算机应用系，先后取得计算数学专业硕士、博士学位。2000年1月，加入中国共产党。
2002年7月进入广州市财政局工作，历任见习干部、信息管理处主任科员（2004.02兼信息中心主任）、信息处副处长兼信息中心主任、预算处处长；
2008年11月，任广州市交通委员会副主任；2010年8月，任广州市财政局副局长；
2011年2月，任广州市公安局副局长；2014年11月，任广东省公安厅办公室（情报研判及应急指挥中心）主任；2017年1月，任广东省公安厅副厅长；2018年3月，任广东省人民政府副秘书长、广东省信息中心主任；同年10月，任广东省人民政府副秘书长、广东省政务服务数据管理局局长。
2020年1月，任中共汕尾市委副书记、代市长。同年5月19日任市长。
2022年8月，升任中共汕尾市委书记。同年9月，当选为汕尾市人大常委会主任。